# Tarache augustipennis
Tarache augustipennis (tên tiếng Anh: Narrow-winged Midget) là một loài bướm đêm thuộc họ Noctuidae. Nó được tìm thấy ở Manitoba tới tây nam British Columbia, phía nam đến Arizona và phía đông đến Texas.
The habitat consists of fens, bogs, foothill valleys và riparian woodlands in arid vùng đồng cỏ.
Sải cánh dài 23–30 mm. Adults are on từ tháng 5 đến tháng 8 in the north.